# Haltdalens kommun
Haltdalens kommun (norska: Haltdalen kommune) var en kommun i Sør-Trøndelag fylke i Norge. Byn Haltdalen utgjorde kommunens centralort.

## Administrativ historik
Holtålens kommun upprättades den 1 januari 1838 (som Holtaalen formannskapsdistrikt) när Formannskapslovene från 1837 trädde i kraft. Kommunen omfattade då hela nuvarande Holtålens kommun samt den östra delen av nuvarande Midtre Gauldals kommun (Singsås socken).
1841 bröts Singsås kommun ut ur kommunen som då minskade från 3 157 invånare före delningen till 1 885 invånare efter. Den återstående delen hade samma omfattning som nuvarande Holtålens kommun.
1855 bröts Ålens kommun ut ur kommunen som då minskade från 2 296 invånare före delningen till 809 invånare efter. Den återstående delen omfattade den norra delen av nuvarande Holtålens kommun.
1937 bytte kommunen namn från Holtålen till Haltdalen.
Den 1 januari 1972 gick Haltdalens kommun, tillsammans med Ålens kommun, upp i Holtålens kommun. Kommunens hade då 778 invånare.